# Conus floridensis
Conus floridensis är en snäckart som beskrevs av G. B. Sowerby II 1870. Conus floridensis ingår i släktet Conus och familjen kägelsnäckor. Inga underarter finns listade i Catalogue of Life.